# NF C18-505
 (janvier 2023).
La mise en forme du texte ne suit pas les recommandations de Wikipédia : il faut le « wikifier ».
Les points d'amélioration suivants sont les cas les plus fréquents. Le détail des points à revoir est peut-être précisé sur la page de discussion.
- Les titres sont pré-formatés par le logiciel. Ils ne sont ni en capitales, ni en gras.
- Le texte ne doit pas être écrit en capitales (les noms de famille non plus), ni en gras, ni en italique, ni en « petit »…
- Le gras n'est utilisé que pour surligner le titre de l'article dans l'introduction, une seule fois.
- L'italique est rarement utilisé : mots en langue étrangère, titres d'œuvres, noms de bateaux, etc.
- Les citations ne sont pas en italique mais en corps de texte normal. Elles sont entourées par des guillemets français : « et ».
- Les listes à puces sont à éviter, des paragraphes rédigés étant largement préférés. Les tableaux sont à réserver à la présentation de données structurées (résultats, etc.).
- Les appels de note de bas de page (petits chiffres en exposant, introduits par l'outil «  Source ») sont à placer entre la fin de phrase et le point final[comme ça].
- Les liens internes (vers d'autres articles de Wikipédia) sont à choisir avec parcimonie. Créez des liens vers des articles approfondissant le sujet. Les termes génériques sans rapport avec le sujet sont à éviter, ainsi que les répétitions de liens vers un même terme.
- Les liens externes sont à placer uniquement dans une section « Liens externes », à la fin de l'article. Ces liens sont à choisir avec parcimonie suivant les règles définies. Si un lien sert de source à l'article, son insertion dans le texte est à faire par les notes de bas de page.
- La présentation des références doit suivre les conventions bibliographiques. Il est recommandé d'utiliser les modèles {{Ouvrage}}, {{Chapitre}}, {{Article}}, {{Lien web}} et/ou {{Bibliographie}}. Le mode d'édition visuel peut mettre en forme automatiquement les références.
- Insérer une infobox (cadre d'informations à droite) n'est pas obligatoire pour parachever la mise en page.

Pour une aide détaillée, merci de consulter Aide:Wikification.
Si vous pensez que ces points ont été résolus, vous pouvez retirer ce bandeau et améliorer la mise en forme d'un autre article.
 (janvier 2023).
La norme NF C18-505 regroupe un ensemble de mesures de prévention à mettre en œuvre dans le cadre de travaux sous tension sur les installations électriques basse tension (comprenant les domaines de tension TBT et BT).
Cette norme, remise à jour en février 2023, se décompose en 2 parties et 4 ensembles :
- NF C18-505-1 : Travaux sous tension sur les installations électriques basse tension - Mesures de prévention mises en œuvre - Partie 1 : prescriptions générales ;
- NF C18-505-2-1 : Travaux sous tension sur les installations électriques basse tension - Mesures de prévention mises en œuvre - Partie 2-1 : prescriptions particulières pour les véhicules et engins à motorisation thermique, électrique et hybride ;
- NF C18-505-2-2 : Travaux sous tension sur les installations électriques basse tension - Mesures de prévention mises en œuvre - Partie 2-2 : prescriptions particulières pour les installations industrielles et tertiaires ;
- NF C18-505-2-3 : Travaux sous tension sur les installations électriques basse tension - Mesures de prévention mises en œuvre - Partie 2-3 : prescriptions particulières pour les opérations sur les batteries d'accumulateurs stationnaires.

Cette norme est consultable librement depuis la boutique officielle de l'afnor.

## Historique
En France, les travaux sous-tension étaient historiquement réglementés d'une part par l’application obligatoire de l'UTE C18-510 puis de la NF C 18-510, et par application du Décret n° 2008-244 du 7 mars 2008 relatif au code du travail (partie réglementaire) d'autre part. 
L'application stricte du cadre législatif a conduit à supprimer le caractère obligatoire de la norme NF C18-510 (son application reste officiellement recommandée).
D'autres normes, d'applications obligatoire ou non, précisent la conduite à tenir dans le cadre de travaux sous-tension (exemple NF C18-550 dont l'application est obligatoire).

## Application
La norme NF C18-505 se décompose en 4 ensembles dont la partie 1 et les parties 2-1, 2-2 et 2-3.
Son application est obligatoire par Arrêté du 7 avril 2021 fixant les modalités de réalisation des travaux sous tension sur les installations électriques dans le domaine de la basse tension et les références des normes applicables en la matière. Depuis la publication de l'arrêté du 5 juin 2023, les normes NF C18-505 rendues obligatoires sont celles de février 2023. 
Elle décrit les prescriptions générales et particulières à appliquer en fonction de la nature des opérations, des domaines de tension, de la charge électrique et de la nature de l'installation.
La partie 1 est implicitement liée à l'application de l'Article 3 de l'Arrêté du 7 avril 2021 (extrait « [...] Lorsque la tension et le courant sont nuls et inférieurs ou égaux aux niveaux fixés à l'article 1er [...] »).
Les parties 2 -1, 2-2 et 2-3 sont implicitement liées à l'Article 1 de l'Arrêté du 7 avril 2021 (extrait « [...] engins mobiles à motorisation thermique, électrique ou hybride ayant une énergie électrique embarquée dont la tension est supérieure à 60 volts ou dont la capacité totale de la batterie d'accumulateurs est supérieure à 275 ampères-heures [...]  travaux sur les installations industrielles et tertiaires [...] travaux sur les batteries d'accumulateurs stationnaires [...] ».
Les personnels, qui dans le cadre de leur travail, sont confrontés aux risques d'origine électrique lors d'opérations de travaux sous tension, doivent être habilité par leur employeur conformément aux dispositions des Articles R4544-1 à R4544-11 du Code du Travail.
Préalablement à cette habilitation électrique, l'employeur aura fait procéder à la formation de l'employé par un organisme de formation agréé
.
Ni la durée de validité de l'habilitation, ni la durée de validité de la formation dispensée par l'organisme, n'ont été limités par le législateur. La législation se réfère aux normes NF C18-505 qui ne mentionnent pas de durée de validités (extrait de l'article Article R4544-11 du Code du Travail « [...] habilitation délivrée, maintenue ou renouvelée selon les modalités contenues dans les normes [...] »). Il convient de suivre, à minima, la recommandation de la NF C18-510 qui encourage le « Maintien des compétences & Recyclage » tous les 3 ans.

## A voir aussi
L'INRS (institut nationale de recherche et de sécurité) a réalisé une brochure ed6187 intitulée « La prévention du risque électrique - Textes réglementaires relevant du code du travail ».
Elle traite de la prévention du risque électrique en milieu professionnel (dont l’essentiel relève de la réglementation du travail), de nouvelles règles qui s’imposent aux maîtres d’ouvrage et aux employeurs, et de la sécurité électrique de certains équipements ou installations électriques.